# Херсонская улица (Санкт-Петербург)
Херсо́нская у́лица — улица в Центральном районе Санкт-Петербурга. Проходит от проспекта Бакунина до Синопской набережной. На северо-запад продолжается 3-й Советской улицей.

## История
- Первоначально — Новая улица (с 1822 года). Шла от нынешнего проспекта Бакунина углом до Невского проспекта, включая часть современной Исполкомской улицы.
- 14 июля 1859 года участку от проспекта Бакунина до Исполкомской улицы присвоено название по городу Херсону в ряду улиц, названных по малороссийским губернским городам.
- 13 июня 1902 года продлена от нынешней Исполкомской улицы до Синопской набережной. Этот участок вместе с Амбарной улицей включался в состав улицы уже в справочнике 1862 года.

## Социальные объекты

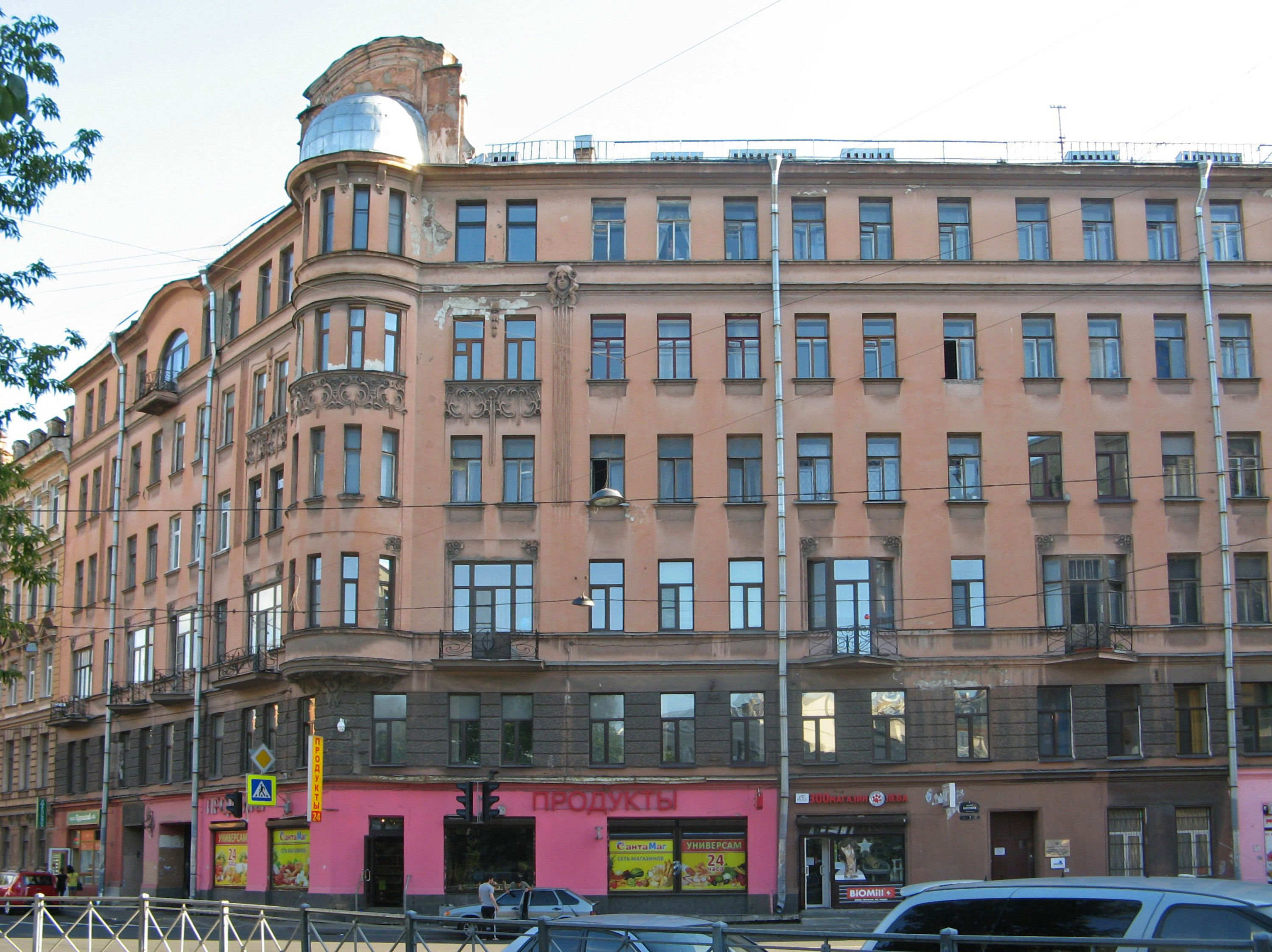
Доходный дом М. П. Шадрина, 2015

- Дом 2А — Центр внешкольной работы Центрального района;
- дом 11 — школа № 167;
- дом 20 — Государственное унитарное автотранспортное предприятие «Смольнинское»[1];
- Северо-Западный Телеком;
- дом 35 — автопарк № 7 «Спецтранс», автоколонна № 9 «Куйбышевская»;
- дом 45 — Ленинградский научно-исследовательский институт химического машиностроения;
- гостиница «Москва».

## Достопримечательности

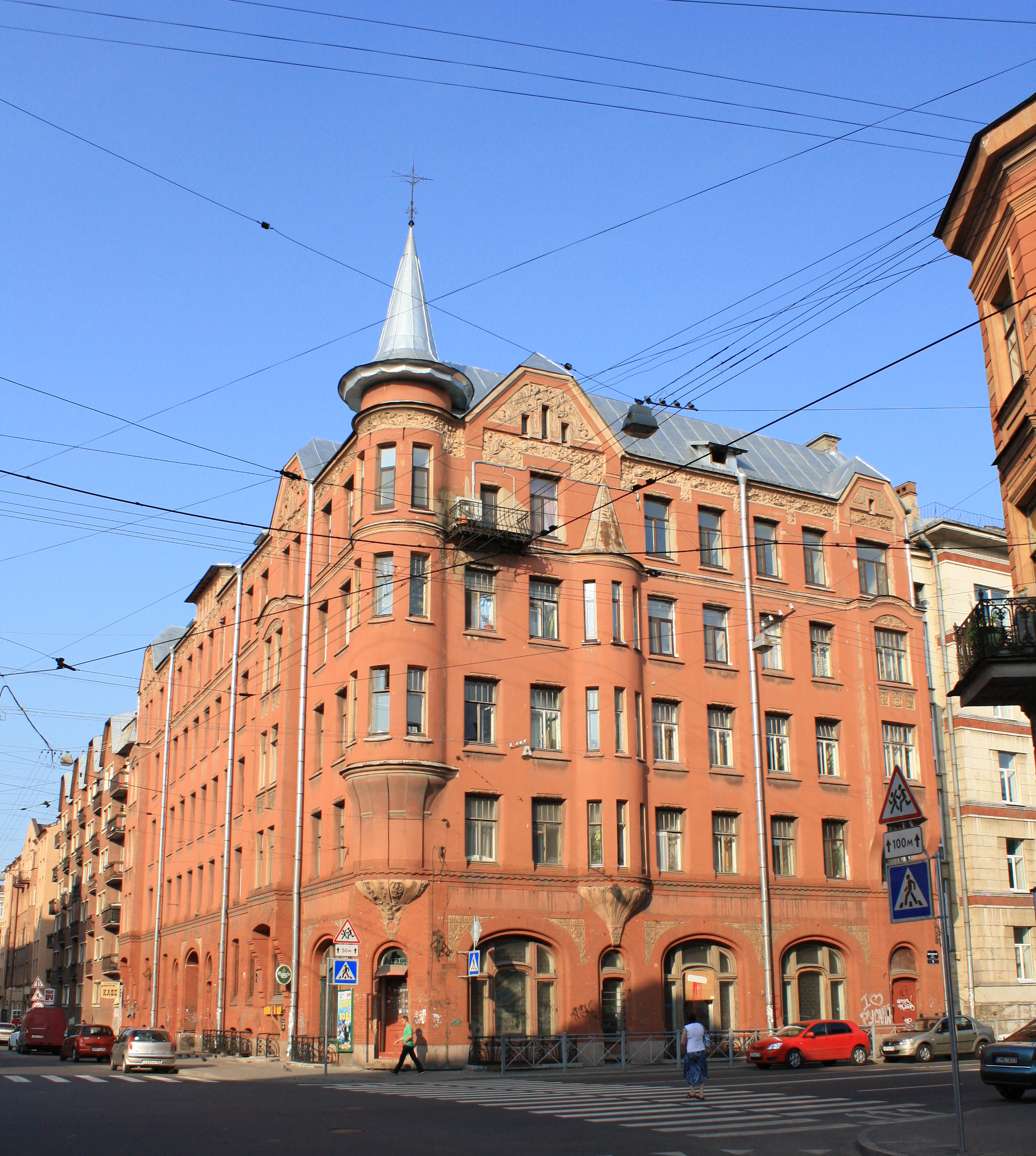
Доходный дом архитектора Карла Шмидта

- Дом № 1 (проспект Бакунина, 7)  7800000117 — доходный дом М. П. Шадрина, 1905—1906 гг., архитектор Л. В. Богуский. В этом здании в 1907 г. жил академик В. Д. Бонч-Бруевич.
- Дом № 8 — доходный дом Фролова, 1898 г., архитектор П. И. Гилёв.
- Дом № 13 (Перекупной переулок, 12)  7831542000 — собственный доходный дом архитектора Карла Шмидта, 1900—1901 гг.
- Дом № 19 — доходный дом Е. С. Фурсиной, архитектор Вильгельм Шёне.
- Дом № 22  7832198000 — Бадаевский хлебозавод (крупнейший хлебозавод компании «Каравай»). 1927 г., мастерская архитектора А. С. Никольского.

## Транспорт
- Автобусы: 8, 46, 253
- Троллейбусы: 14, 16
- Трамваи: 7, 24, 30, 39